# SMS Loreley (1859)
Pour les articles homonymes, voir Lorelei (homonymie).
Le SMS Loreley est un aviso de la marine prussienne et impériale. Lancé en 1859, le navire participe à la guerre des Duchés et à la guerre austro-prussienne et est longtemps un navire de station au Moyen-Orient. De 1870 à 1873, il est entièrement reconstruit au chantier naval impérial de Wilhelmshaven. L'aviso est mis hors service et vendu en 1896.

## Histoire

### Développement et construction

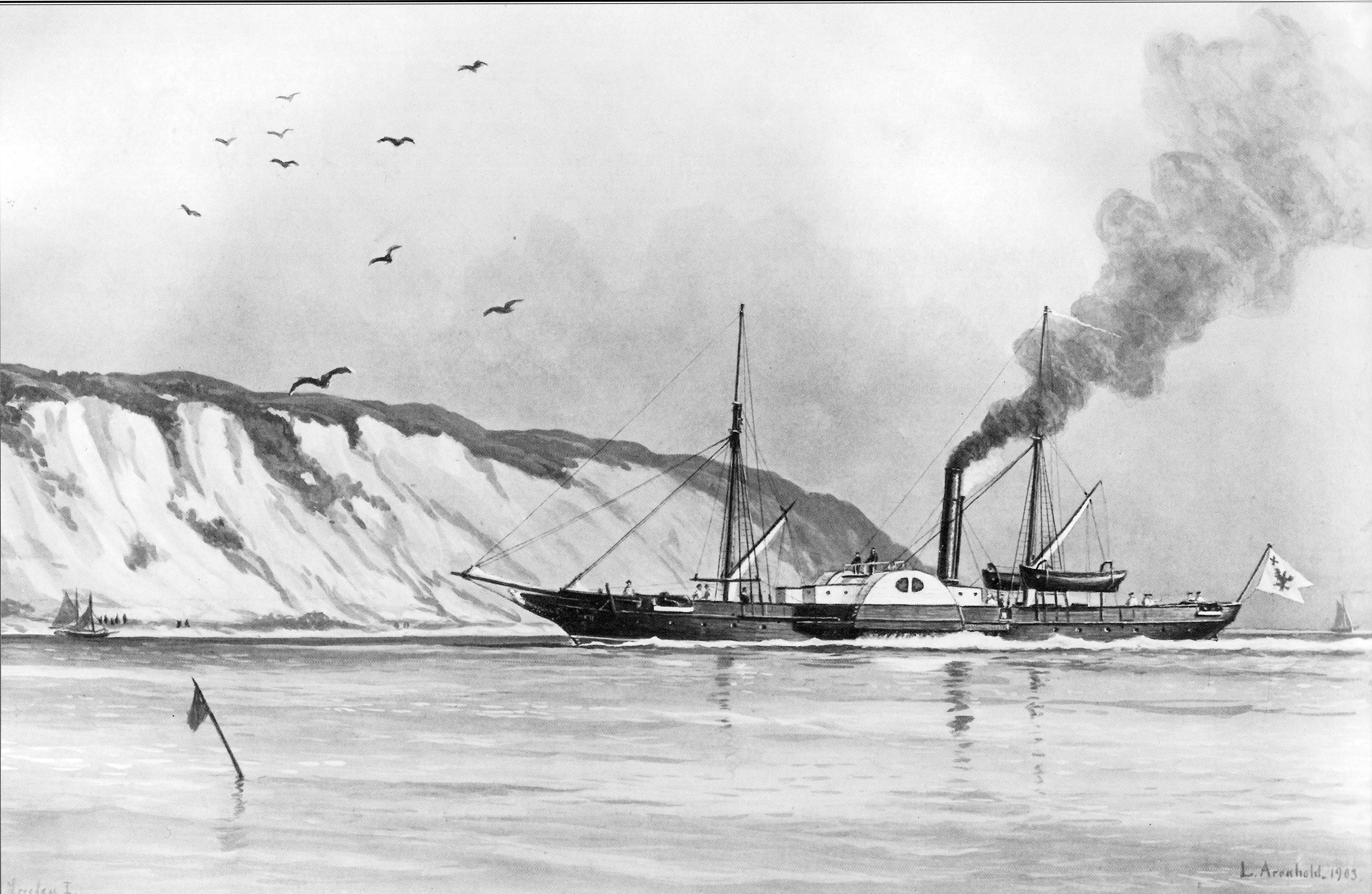
Peinture du Loreley par Lüder Arenhold 1905.

En 1855, la marine prussienne achète la frégate Thetis à la Royal Navy britannique en échange des deux radavisos Nix (de) et Salamander (de). En conséquence, il manque un navire plus petit à propulsion mécanique pouvant servir de navire de guidage aux sloops et aux canots à rames en cas de guerre. Mis en service en 1856, le Grille ne convient pas à cet usage car il est prévu comme yacht royal. Le département technique de l'Amirauté construit donc un projet d'aviso à roues en 1857. L'utilisation d'une propulsion à hélice et d'une coque en fer est abandonnée en raison de doutes quant à l'utilisation. Le chantier naval royal de Dantzig, chargé de la construction, pose la quille du navire le 1er février 1858. Le nom de la nouvelle construction d'après le célèbre rocher de Loreley est décidé le 5 mars par un "ordre du cabinet le plus élevé". La mise à l'eau a lieu le 20 mai 1859 et le Loreley est ensuite achevé en quatre mois . Le coût total de la nouvelle construction s'élève à 103.000 thalers.

### Première période d'engagement
La première mise en service du radaviso a lieu le 28 septembre 1859. Les essais de navigation effectués montrent que la puissance de la machine à vapeur construite par l'usine de fabrication de machines du Traité maritime prussien (de) à Berlin-Moabit est inférieure à celle exigée par le contrat. Malgré cela, aucune amélioration n'est apportée. Le Loreley est retiré du service peu de temps après .

#### Premier service à l'étranger
Les troubles qui régnent dans les états italiens dans le sillage du Risorgimento et l'avancée des francs-tireurs de Giuseppe Garibaldi dans le royaume des Deux-Siciles rendent souhaitable la protection des ressortissants de la Prusse et d'autres États allemands qui y vivent. La Loreley est donc réactivée le 23 juillet 1860 et équipée pour les missions à l'étranger. Des canons de fortune, qui ont été utilisés sur le Preußischer Adler (de) en 1848/49, sont embarqués comme armement. Les deux canons destinés à la Lorelei n'ont pas encore été livrés par la fonderie à ce moment-là. Afin de pouvoir évacuer les résidents allemands en cas d'urgence, la marine affrète le vapeur à vis Ida du chantier naval dantzikois J. W. Klawitter. En plus de l'équipage civil, le navire reçoit un commandement militaire composé d'un lieutenant en mer de 1re classe,, trois compagnons et cinq marins, et placé sous les ordres du commandant de la Loreley, le capitaine de corvette Hans Kuhn.
Le Loreley quitte Dantzig le 31 juillet, l'Ida le suit le 9 août. Les deux navires se sont rencontrés le 31 août devant Naples. Le 7 septembre, les troupes de Garibaldi entrent à Naples, le roi François II et sa femme Marie ayant fui la veille à bord d'un navire de guerre espagnol vers Gaeta. Les deux navires prussiens doivent par la suite amener les légations prussienne et autrichienne ainsi que deux secrétaires pontificaux également à Gaeta. La Lorelei se rend ensuite à Messine pour porter une lettre du roi au gouverneur local. De retour à Naples, les deux navires doivent protéger les Allemands résidents des combats. Ils s'attirent ainsi les foudres des partisans de l'unification italienne 
Le Loreley reçoit l'ordre de se déplacer vers la Grèce et la Turquie en octobre. Dans un premier temps, l'aviso fait escale au Pirée. Comme la Prusse s'est vu accorder le droit de stationner durablement un navire de guerre à l'estuaire de la Sulina après la fin de la guerre de Crimée, la Loreley doit ensuite continuer à naviguer à la vapeur vers la mer Noire. Le navire est mis à la disposition de la légation de Prusse à Constantinople en juin 1861.À cette occasion, un voyage au mont Athos est également entrepris. Au cours de l'été 1862, la Loreley entreprend finalement son voyage de retour. Le 7 août, le eadaviso est mis hors service à Dänholm.

#### Guerre des Duchés
À la fin de l'année 1863, le risque d'une nouvelle guerre avec le Danemark ne cesse d'augmenter. La marine prussienne est donc mise en état de guerre le 8 décembre. Neuf jours plus tard, les canonnières des classes Camaeleon (de) et Jäger, ainsi que les sloops et dériveurs, sont regroupés sur le plan organisationnel en une flottille sous le commandement de Hans Kuhn, déjà promu capitaine de vaisseau à cette époque. Le Loreley est destinée à être le vaisseau amiral de cette formation divisée en cinq divisions. Après le début de la guerre des Duchés, le radaviso est mis en service le 21 février 1864 et reçut Swinemünde comme port principal. Le 15 mars, la Loreley et trois des divisions de canonnières effectuent des exercices dans les eaux autour de Rügen. Une manœuvre prévue pour le lendemain avec la 1re division, composée de Comet, Hay (de), Hyäne (de), Pfeil (de), Scorpion et Wespe (de), doit être effectuée près du rivage en raison d'une tempête à venir.

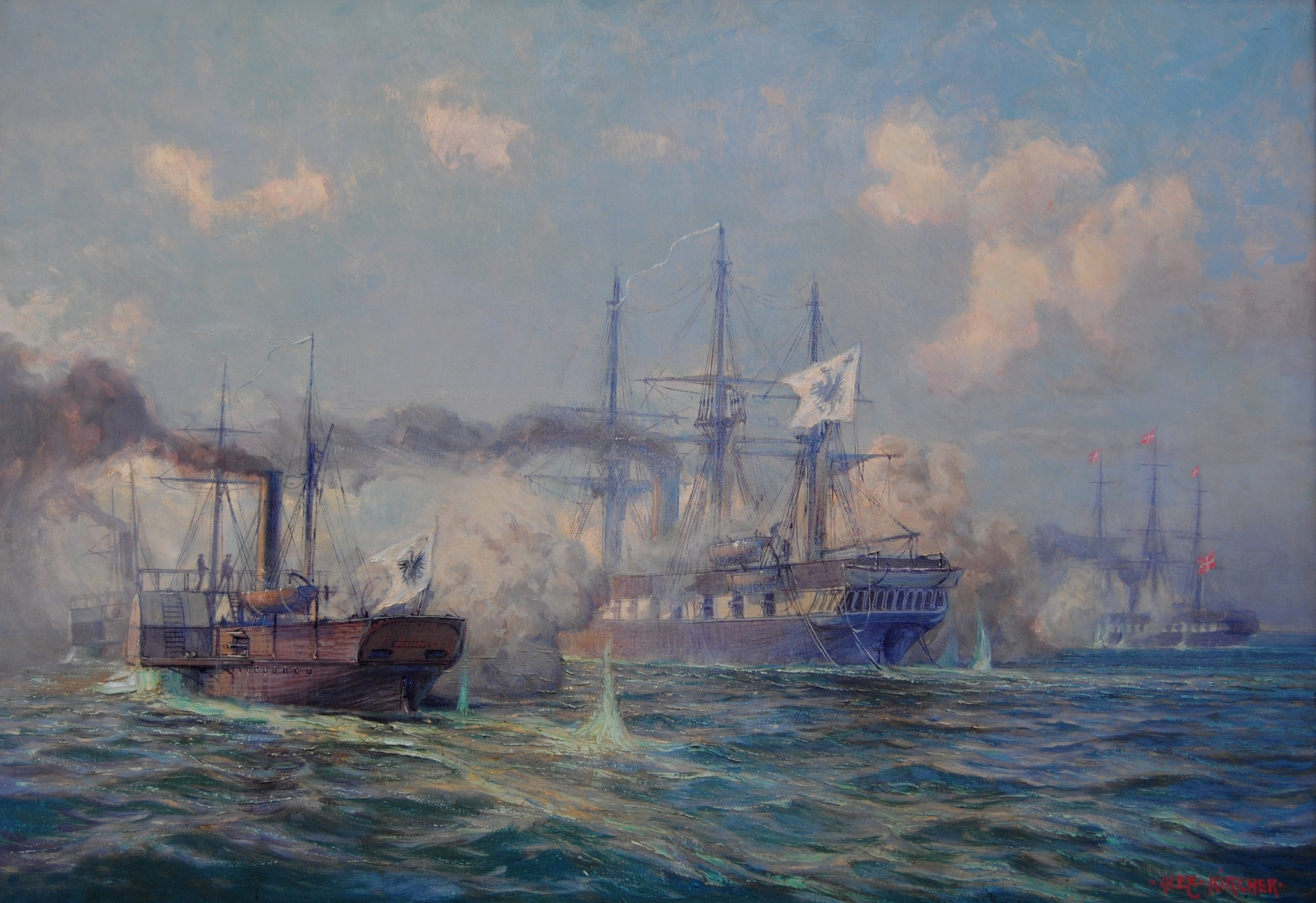
Loreley et Nymphe au combat avec le Sjaelland, par Alexander Kircher.

De retour à Stralsund, le Loreley reçoit du chef de la station navale (de) et commandant des forces armées, le capitaine Eduard von Jachmann, l'ordre de reprendre la mer vers les eaux à l'est de Rügen. Le 16 mars, des navires de blocus danois y ont été repérés, mais n'ont pas été attaqués en raison de la tombée de la nuit. Le Loreley part en même temps que la 1re division et le Sperber (de), qui appartient à la 3e division. Dans le Prorer Wiek (de), l'aviso aperçoit les cinq navires danois Skjold, Tordenskjold, Själland, Heimdal et Thor et les signalent à Jachmann vers 13 heures. Vers 14h30, l'attaque des navires prussiens contre les Danois commence. Outre le Loreley, la Nymphe et le vaisseau amiral de Jachmann, l'Arcona, participent directement à cette bataille navale, tandis que les canonnières avancent en direction de Granitz (de) à la suite d'un ordre mal compris. Au cours du combat, le Loreley reçoit un coup dans le bossoir du cotre tribord. Celui-ci est arraché et un homme de l'équipage est tué. L'attaque est interrompue après 16 heures. Les navires prussiens, inférieurs en nombre, ne peuvent pas remporter la victoire. Cependant, le combat empêche le blocus danois serré autour des ports allemands, comme on le craignait Tandis que les deux corvettes partent pour Swinemünde, la Loreley et les canonnières se dirigent à nouveau vers Stralsund.
Dès le 27 mars, le prince Adalbert de Prusse devient le commandant des forces navales. Deux jours plus tard, toutes les canonnières à vapeur sont rassemblées à Stralsund. Les quatre bateaux de la classe Camaeleon en service constituent dès lors la division de réserve. Le 14 avril et à nouveau le 3 juillet, la 3e division, le 6 mai la division de réserve et la 1re division entrent en contact avec des navires danois. Le Loreley, bien que toujours navire de tête des canonnières, ne participe pas à ces trois combats. Cependant, l'aviso mène la parade des divisions devant le roi Guillaume Ier, qui a lieu le 5 juin à Swinemünde. Le commandement de la flottille est dissous le 31 août, après que plusieurs bateaux ont déjà été mis hors service le 31 mai et le 25 juin. Le 23 septembre, le Loreley est également retiré du service à Dantzig.

#### 1865 à 1868
Dans les années qui suivent, l'aviso est activé chaque été. Le Loreley est également en service pendant la guerre austro-prussienne, par exemple lors de la prise de Stade et de l'occupation sans combat des batteries côtières hanovriennes dans l'embouchure de l'Ems le 22. juin 1866. En 1868, une courte mission a lieu du 21 avril au 6 mai, suivie d'une autre cette année-là du 13 juillet au 1er novembre.

### Restructuration
À la fin des années 1860, l'état de la Loreley nécessite une importante révision de fond en comble. Les travaux sont confiés au chantier naval royal nouvellement fondé à Wilhelmshaven, qui les exécute sous le numéro de chantier 1. La transformation est si complète qu'elle est même officiellement qualifiée de "nouvelle construction". En réalité, le Loreley n'est pas rayé de la liste des navires de guerre, il ne s'agit donc pas d'un nouveau navire. En 1870, les travaux commencent sur le navire, qui reçoit surtout une nouvelle coque pourvue de membrures en fer mais recouverte de planches en boi. La guerre contre la France ayant entraîné des retards, l'aviso n'est remis à l'eau que le 19 août 1871. La transformation est achevée au début de l'année 1873. Les coûts totaux s'élevent à 151.500 thalers.
L'ampleur des travaux et la désignation officielle en tant que nouvelle construction d'une part, et la tenue continue du navire dans le registre des navires de la marine d'autre part, conduisent à des classifications différentes dans la presse spécialisée en tant que nouvelle construction ou transformation. Erich Gröner, par exemple, parle d'une conversion qui n'a servi « presque qu'à la déforestation »  .

### Seconde période d'engagement

#### Appui de la station navale de la mer du Nord
La Loreley peut être remis en service le 16 avril 1873. L'aviso est affecté à la station navale de la mer du Nord (de) comme bateau annexe. En juillet et août, le navire sert le prince héritier Frédéric et sa famille lors d'un séjour à Föhr. En septembre, il est suivi d'une visite des côtes, pour laquelle des officiers de l'état-major général se trouvent à bord. Le 3 novembre, le Loreley est à nouveau retiré du service .
À partir du 17 mars 1874, l'aviso est réactivé et maintenu en service pendant près de cinq ans sans interruption comme bateau annexe de la station navale de la mer du Nord. Le 18 juin 1878, le Loreley reçoit l'ordre de participer à la récupération du Großer Kurfürst, qui a coulé au large de Folkestone. L'équipage du Loreley doit également surveiller l'inhumation des corps récupérés. Une fois ces travaux terminés, l'aviso est de retour à Wilhelmshaven le 21 septembre et reprend son service comme bateau annexe. Celui-ci prend fin quatre mois plus tard, le 23 janvier 1879 .

#### Stationnaire à Constantinople
Au printemps 1879, le Loreley est transformé en stationnaire pour Constantinople par le chantier naval impérial de Wilhelmshaven, qui y installe également une nouvelle chaudière. Jusqu'alors, la station méditerranéenne n'est occupée qu'occasionnellement, mais la marine prévoit d'y stationner durablement un navire de guerre. Celui-ci doit également être mis à la disposition de l'ambassade allemande. Après la mise en service du Loreley le 1er juillet 1879, il prend la mer le 20 juillet et atteint le Bosphore le 30 août. Jusqu'en avril 1880, elle effectue une tournée dans la région de la station. La représentation de l'Empire allemand, la protection et la promotion de ses intérêts économiques font partie des tâches principales de l'aviso. En conséquence, une tournée est également effectuée en 1881.
La rébellion 'Urabi et l'intervention britannique en Égypte entraînent l'intervention de navires allemands dans le sud-est de la Méditerranée et de la mer Rouge en 1882. La Loreley est également utilisé dans la zone de crise. En 1883, l'aviso effectue les voyages habituels dans la zone de la station, mais aussi à plusieurs reprises avec l'ambassadeur allemand Joseph Maria von Radowitz et ses invités à bord. En novembre, la Loreley doit accompagner le prince héritier lors d'un voyage en Espagne, en compagnie du Prinz Adalbert (de) et Sophie. Le navire quitte donc son mouillage devant Bujukdere le 2 novembre et rejoint les deux autres unités à Gênes le 15 novembre. Dans le Golfe du Lion, l'unité est prise dans une violente tempête au cours de laquelle le Loreley est pris en remorque par le Sophie. L'un des câbles de remorquage se prend dans l'une des roues à aubes, ce qui menace de faire chavirer le Loreley et oblige les deux bateaux à virer de bord. Après que l'équipage réussit à dégager la roue à aubes, l'aviso peut faire escale à Valence le 22 novembre. Le Loreley est détaché et se dirige vers La Valette, qu'il atteint le 19 décembre. Le chantier naval local répare les dommages subis au cours des mois suivants. Le 10 avril 1884, le navire est de retour dans le Bosphore et reprend son service habituel. Du 20 janvier au 12 février 1885, il fait un nouveau séjour au chantier naval de Malte.
À partir de 1886, les conscrits allemands résidant au Proche-Orient doivent se présenter à bord du Loreley pour être enregistrés dans le registre matricule. À cette fin, le navire se rend entre autres à Rhodes, Chypre et au Levant. Comme le risque de guerre entre la Grèce et l'Empire ottoman augmente cette année-là, des mesures de blocus sont prises par les grandes puissances. L'ambassadeur allemand et le commandant du Loreley, le lieutenant-capitaine Draeger, reçoivent en revanche l'ordre d'Otto von Bismarck de visiter ensemble l'hôpital ottoman des officiers au palais du sultan. L'objectif est de montrer la sympathie de l'Empire allemand. La visite fait cependant également sensation auprès des gouvernements étrangers. Vers la fin de l'année, le Loreley fait à nouveau escale à La Valette pour être soumis à une révision complète. Celle-ci est terminée le 20 avril 1887.
En 1888, la Loreley change de lieu d'amarrage permanent. Il se trouve désormais devant  Therapia, où l'ambassadeur allemand a établi sa nouvelle résidence d'été. Cependant, Pera (de) reste le port d'attache principal du navire. Du 21 au 30 octobre 1889, le Loreley fait partie de l'escadre d'entraînement de chars qui se trouve devant Le Pirée en raison de la visite du couple impérial à l'occasion du mariage de Sophie de Prusse et du prince héritier Constantin de Grèce devant le Pirée. Ensuite, l'aviso retourne à Constantinople afin d'effectuer les préparatifs pour la visite de l'empereur Guillaume II au sultan ottoman Abdülhamid II. Les années 1890 à 1892 sont marquées par le quotidien de la station et ne présentent pas d'événements particuliers. Lors d'un voyage en Grèce en 1893, une panne de machine oblige le Loreley à faire une halte au chantier naval de Salamine.
En mai 1894, le Loreley participe, avec des stationnaires d'autres puissances maritimes, à l'ouverture du bras de Sulina comme voie navigable vers la mer Noire, en présence du roi roumain Carol Ier. En juin et juillet, une croisière dans les Cyclades et des enquêtes sur le terrain à Alexandrie suivent en juin et juillet. Le 10 juillet, l'aviso est de retour à son poste d'amarrage. Le Loreley part le 6 octobre pour un tour de la mer Noire, pour lequel l'attaché naval allemand pour la Russie, le capitaine de corvette Eugen Kalau vom Hofe (de), a embarqué à son bord. Au cours de ce voyage, des ports russes sont également visités, ce qui est autorisé à l'Empire allemand par le traité de paix de Paris de 1856. Cependant, l'accueil par les autorités russes est plutôt hostile. Cela s'explique notamment par les tensions politiques entre l'Empire tsariste et la Grande-Bretagne, dont l'Empire allemand est encore considéré comme un allié à l'époque.
En 1895, la Loreley entreprend plusieurs débarquements sur la côte turque afin de préserver les intérêts allemands pendant les troubles qui régnent parmi la population arménienne. Dans l'ensemble, l'Empire allemand se tient toutefois en retrait, notamment par rapport aux autres grandes puissances, car il ne veut pas s'immiscer dans la question d'Orient encore existante au détriment de l'Empire ottoman. En plus de la frégate école Moltke, seul le Hagen, qui se trouve au large de Tanger, aurait été disponible en renfort. Au printemps 1896, le Loreley entreprend à nouveau un voyage circulaire au cours duquel il fait escale dans différents ports de la mer Noire. Comme le navire est entre-temps très usé, il est retiré du service le 7 septembre à Constantinople.

### Fin de service
Le 10 août 1896, le Loreley a déjà été rayé de la liste des navires de guerre avec effet de sa mise hors service. L'équipage de l'aviso entreprend le voyage de retour, qui s'effectue, comme lors des relèves des années précédentes, sur des bateaux à vapeur du Danube. Un détachement de garde prend en charge la surveillance du Loreley. Le 23 octobre, le radaviso est vendu. On ne sait pas où il se trouve.
Au début de l'année 1896, la marine impériale a acheté le yacht à vapeur Mohican, mis à l'eau en 1885 sur le chantier naval écossais D. & W. Henderson & Company. Celui-ci est désigné par un ordre du cabinet le 5 mai comme nouveau stationnaire pour Constantinople et reçoit temporairement la désignation de remplacement Loreley. Le navire est mis en service sous ce nom le 6 août et arrive à destination le 7 septembre. Lorsque l'ancien navire de la station est retiré du service le même jour, son nom est transmis à son successeur. Le deuxième Loreley (de) sert de bateau annexe de station en Méditerranée jusqu'en 1918.

## Caractéristiques techniques
Le Loreley est construit à l'origine en tant que coque à membrures transversales et entièrement en bois. Pour protéger le bordé, la coque est dotée d'une ferrure en cuivre. Le déplacement de la construction est calculé à 430 tonnes, le déplacement maximal est de 470 tonnes. Le navire mesure au total 47,08 m de long, le déplacement de construction étant de 43,34 m. La largeur de la coque, sans les passages de roues, atteint 6,6 m. Le tirant d'eau au déplacement maximal est de 2,5 m à l'avant et de 3,02 m à l'arrière .
Pendant les travaux de transformation de 1870 à 1873, le Loreley est doté d'une nouvelle coque en fer, mais toujours avec un bordage en bois recouvert de cuivre. La nouveauté est la subdivision étanche de la coque par six cloisons transversales. La largeur de la coque est restée la même, mais la longueur de construction est réduite à 42,84 m et la longueur totale à 46,6 m. Le tirant d'eau n'a que très peu changé, passant à 2,51 m à l'avant et 3,05 m à l'arrière. Le déplacement constructif de la transformation s'élève à 395 t, le Loreley déplaçant au maximum 450 t à partir de 1873 .
L'équipage a un effectif total de 65 hommes. En plus de quatre officiers, elle compte 61 sous- officiers et hommes de troupe. À partir de 1873, l'équipage est réduit à 57 hommes, le nombre d'officiers restant le même.
Le Loreley est considéré comme un bon navire de haute mer. Les seuls inconvénients sont la mauvaise manœuvrabilité et sa grande perte de vitesse par mer formée. En revanche, la perte de vitesse en mer est faible.

### Système de propulsion
Le système de propulsion du Loreley est logé au milieu du navire dans une chaufferie et une salle des machines séparées. Il y a à bord une chaudière de coffre d'AG Vulcan Stettin, qui a deux fours et une pression de vapeur de 1,6 atü généré. La machinerie se compose d'une machine à vapeur à deux cylindres verticale et oscillante qui fonctionne avec une simple détente de vapeur. La machine génère une puissance maximale de 350 PSi et agit sur les deux roues motrices latérales. Celles-ci possèdent chacune 24 pales et ont un diamètre de 5,36 mètres. Le système de propulsion permet au Loreley d'atteindre une vitesse maximale de 10,5 nœuds.
Lors de la grande transformation de 1870/73, le système de propulsion est repris tel quel. Cependant, il n'est plus possible d'atteindre l'ancienne vitesse maximale, qui n'est plus que de 9,1 nœuds. À cette vitesse, la réserve de carburant de 34 tonnes de charbon suffit pour un trajet de 450 miles. Ce n'est qu'au début de l'année 1879, dans le cadre de l'équipement en stationnaire, que le Loreley reçoit une nouvelle chaudière à vapeur. Celle-ci dispose de trois foyers et produit une pression de vapeur de 2 atü 

### Gréement
Pour soutenir le système de propulsion, le Loreley est équipé d'un gréement. L'aviso est gréé en goélette aurique et a une surface de voilure totale de 310 m² sur deux mâts. Au cours de la conversion, la surface de voilure est portée à 200 m² réduit. Conduire seul à la voile n'est pas possible, le gréement n'a qu'une valeur d'appui.

### Armement
L'armement d'origine est de deux longs canons de 12 livres. Le Loreley a 240 cartouches à bord pour ces canons. Au cours de la conversion, les anciens canons sont remplacés par trois canons annulaires plus modernes. L'armement principal est un 12,5 cm L/23 Rk, qui atteint une distance de tir maximale de 5,2 km. Deux L/23 Rk de 8 cm sont également embarqués. Le plus gros canon transporte 142 cartouches, les deux plus petits 190.

## Commandants
| Automne 1859                      | Leutnant zur See I. Klasse Heinrich Köhler                                                  |
| 23 juillet 1860 à juin 1861       | Korvettenkapitän Hans Kuhn                                                                  |
| Juin 1861 au 7 août 1862          | Leutnant zur See II. Klasse Otto Livonius (de)                                              |
| 21 février à septembre 1864       | Leutnant zur See II. Klasse / Leutnant I. Klasse / Kapitänleutnant Alexander von Monts (de) |
| Septembre 1864                    | Unterleutnant zur See Fritz von Lindequist (de) (in Vertretung)                             |
| 24 mai au 23 octobre 1865         | Leutnant zur See, Max Jung                                                                  |
| 3 avril au 10 novembre 1866       | Kapitänleutnant Ratzeburg                                                                   |
| 24 avril au 26 octobre 1867       | Korvettenkapitän Paul Grapow (de)                                                           |
| 21 avril au 6 mai 1868            | Korvettenkapitän Paul Grapow                                                                |
| 13 juillet au 1er novembre 1868   | Korvettenkapitän Paul Grapow                                                                |
| 16 avril au 3 novembre 1873       | Kapitänleutnant Victor Sattig                                                               |
| 17 mars 1874 à octobre 1875       | Kapitänleutnant Heinrich Leopold comte von Reichenbach                                      |
| Octobre 1875 à mars 1877          | Kapitänleutnant Karl von Reibnitz                                                           |
| Mars 1877 à juin 1878             | Kapitänleutnant Rudolph Dautwiz                                                             |
| Juin à septembre 1878             | Korvettenkapitän Fritz von Lindequist                                                       |
| Septembre 1878 au 23 janvier 1879 | Kapitänleutnant Rudolph Dautwiz                                                             |
| 1er juillet 1873 à avril 1881     | Kapitänleutnant Friedrich von Wietersheim                                                   |
| Avril 1881 à septembre 1883       | Kapitänleutnant / Korvettenkapitän Walther Koch                                             |
| Septembre 1883 à septembre 1885   | Kapitänleutnant / Korvettenkapitän Rudolf Rittmeyer (de)                                    |
| Septembre 1885 à mars 1887        | Kapitänleutnant Draeger                                                                     |
| Mars 1887 à avril 1889            | Kapitänleutnant Emil von Lyncker (de)                                                       |
| Avril 1889 à mars 1891            | Kapitänleutnant / Korvettenkapitän Otto von Henk                                            |
| Mars 1891 à mars 1893             | Kapitänleutnant / Korvettenkapitän Friedrich von Moltke                                     |
| Mars 1893 à novembre 1894         | Kapitänleutnant / Korvettenkapitän Carl Grolp                                               |
| Novembre 1894 à septembre 1895    | Kapitänleutnant Erich Gühler (de)                                                           |
| Septembre 1895 à septembre 1896   | Kapitänleutnant Joachim von Bredow (de)                                                     |